# 查马

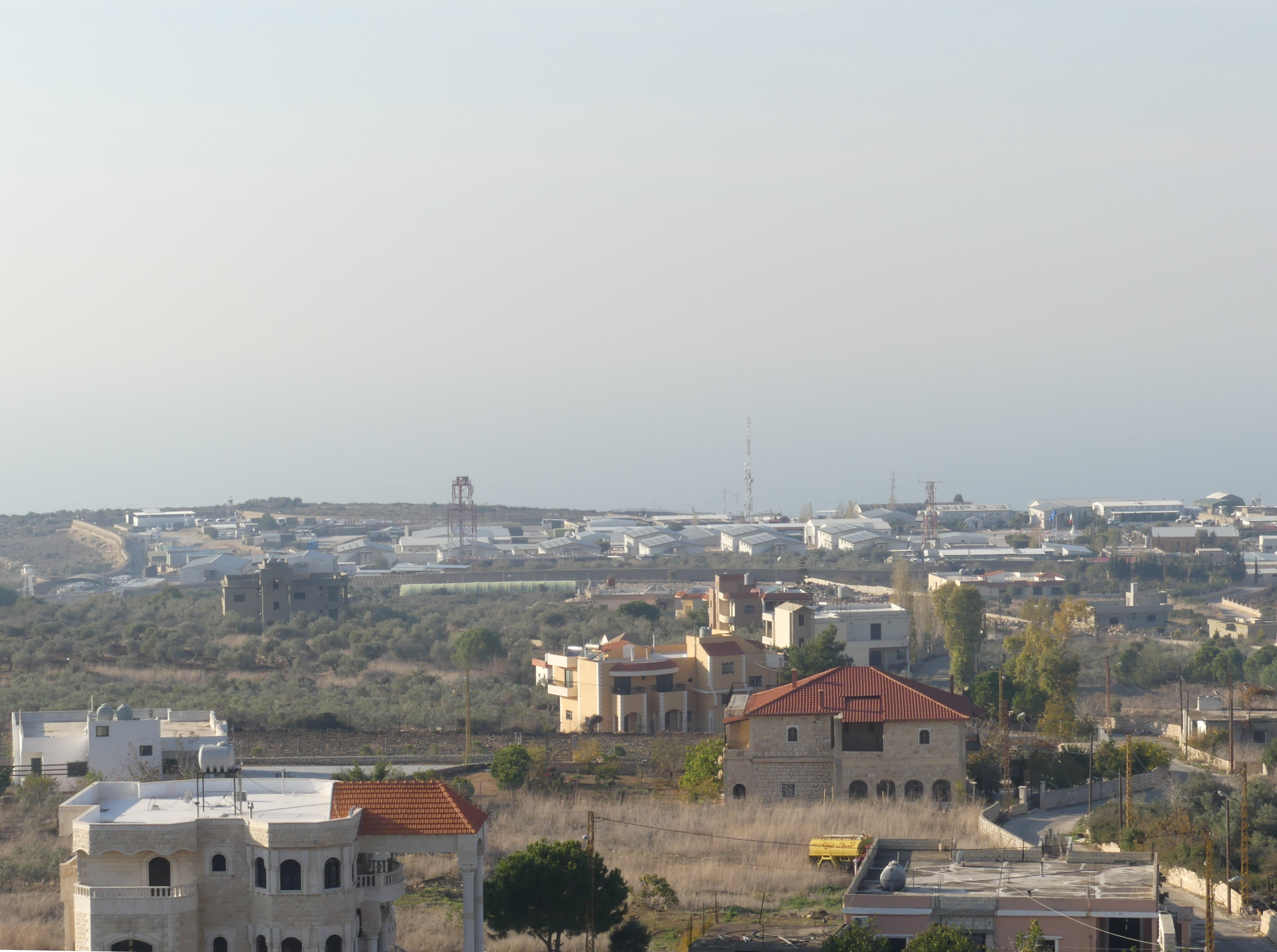
查马

查马是黎巴嫩南部省蘇爾區的一个村，位于泰尔东南约25公里，贝鲁特以南约99公里。 
查马境內有一個城堡，该城堡坐落在山丘上，可以俯瞰位於泰尔和纳库拉的海岸平原。 
聯合國駐黎巴嫩臨時部隊西区總部位于查马附近的一座小山上。